# Körvasút
A körvasút a budapesti vasútvonalakat és pályaudvarokat összekötő vasútvonalak közös elnevezése.

## Jobbparti körvasút
1892-ben épült. Kétvágányos – a szentendrei HÉV és a Bem József utcai villamospálya kivételével – nem villamosított iparvágányként üzemelt. A Duna jobb partján levő összekötővágányok: Óbuda – Óbudai Gázgyár – (Filatorigát teherpályaudvar felőli becsatlakozással) – Margit híd – budai villamoshálózat – Déli pályaudvar – Kelenföld vasútállomás. 1972-ben a Margit hídi HÉV-végállomás átépítésével a kapcsolat kettészakadt, de a déli részén a Déli pályaudvar és a Margit körúti Ganz Villamossági Gyár között még az 1990-es évek közepéig fennmaradt a teherforgalom.

## Balparti körvasút
Szintén 1892-ben épült, a Duna bal partján levő összekötővágányok: Rákospalota-Újpest – (Angyalföld és Rákosrendező felőli becsatlakozással) – Rákosszentmihály – (Rákos felőli becsatlakozással) – Kőbánya felső – Ferencváros – Soroksári út teherpályaudvar (Budapest-Dunapart teherpályaudvar felőli egykori becsatlakozással).

## A Budapest-Keleti – Budapest-Nyugati vonalszakasz
A köznyelvben körvasút megnevezés alatt általában a Rákosrendező és Kőbánya felső közötti vonalat értik. 80 km/h sebességű, kétvágányú, villamosított, részben önműködő térközjelzőkkel van ellátva. 1951-ben villamosították. 1928–1945 között bonyolított helyi személyforgalmat, ami 2020-ban indult újra az S76-os személyvonat formájában Pilisvörösvár és Rákos vasútállomás között a hajdani Rákosszentmihály és Sashalom helyett csak a Pestújhelyről – az 1973-ban átadott, Csömöri úti felüljáró közelébe átköltöztetett – Újpalotára átnevezett megállóhelyet érintve. 
A nemzetközi személyforgalomban és a nemzetközi teherforgalomban kiemelt fontosságú a (Budapest-Nyugati –) Rákosrendező – Kőbánya felső (– Budapest-Keleti) vonalszakasz, ezt használták korábban a Keleti pályaudvarról Szobon át Pozsony felé közlekedő EuroCity-vonatok, valamint változatlan intenzitással az észak–déli tengelyen és a Szlovákia felől Magyarországra érkező vagy oda induló tehervonatok. A Budapest – Cegléd vonal átépítése esetén itt haladnak a Nyugati pályaudvarról induló vonatok Szolnok felé, a Rákos – Újszász – Szolnok kerülő útirányon.

## Összeköttetések
A jobb és bal parti körvasút az Újpesti vasúti hídon és az Összekötő vasúti hídon keresztül van összekötve. Eredetileg a Déli pályaudvar felől is volt kapcsolat az Összekötő vasúti híd felé egy deltavágánnyal (a mai Dayka elágazásnál Kelenföld vasútállomás előtt), de ezt az ívet 1912-re már megszüntették. 1943-ban vágánykapcsolat épült a mai Petőfi hídon keresztül (akkor Horthy Miklós-híd), hogy az  Összekötő vasúti híd bombázása esetén a forgalom kerülőúton biztosítható legyen. 1950 és 1955 között kapcsolatban állt a két hálózat a mai Árpád hídon keresztül is (akkor Sztálin-híd), mivel az Újpesti vasúti híd újjáépítése előtt ideiglenes megoldásként a Vizafogó vasútvonal és az Árpád híd villamosvágányainak felhasználásával teremtettek vasúti kapcsolatot a budai oldallal. 1945–1950 között pedig a Déli pályaudvar felé közlekedtek a budai oldal tehervonatai.

## Fejlesztések
A 2020-ban megalakult Budapest Fejlesztési Központ egyik nagyszabású projektjének eltökélt célja hosszú távon az agglomerációs településekről a fővárosba jelenleg autóval bejárók átcsábítása az egységes koncepció alapján korszerűsített vasúti hálózatra, a fővárosi közutak túlterheltségének csökkentése érdekében. A Budapesti Agglomerációs Vasúti Stratégia megvalósításának első lépése az Összekötő vasúti híd rekonstrukciója és bővítése volt.

## Galéria

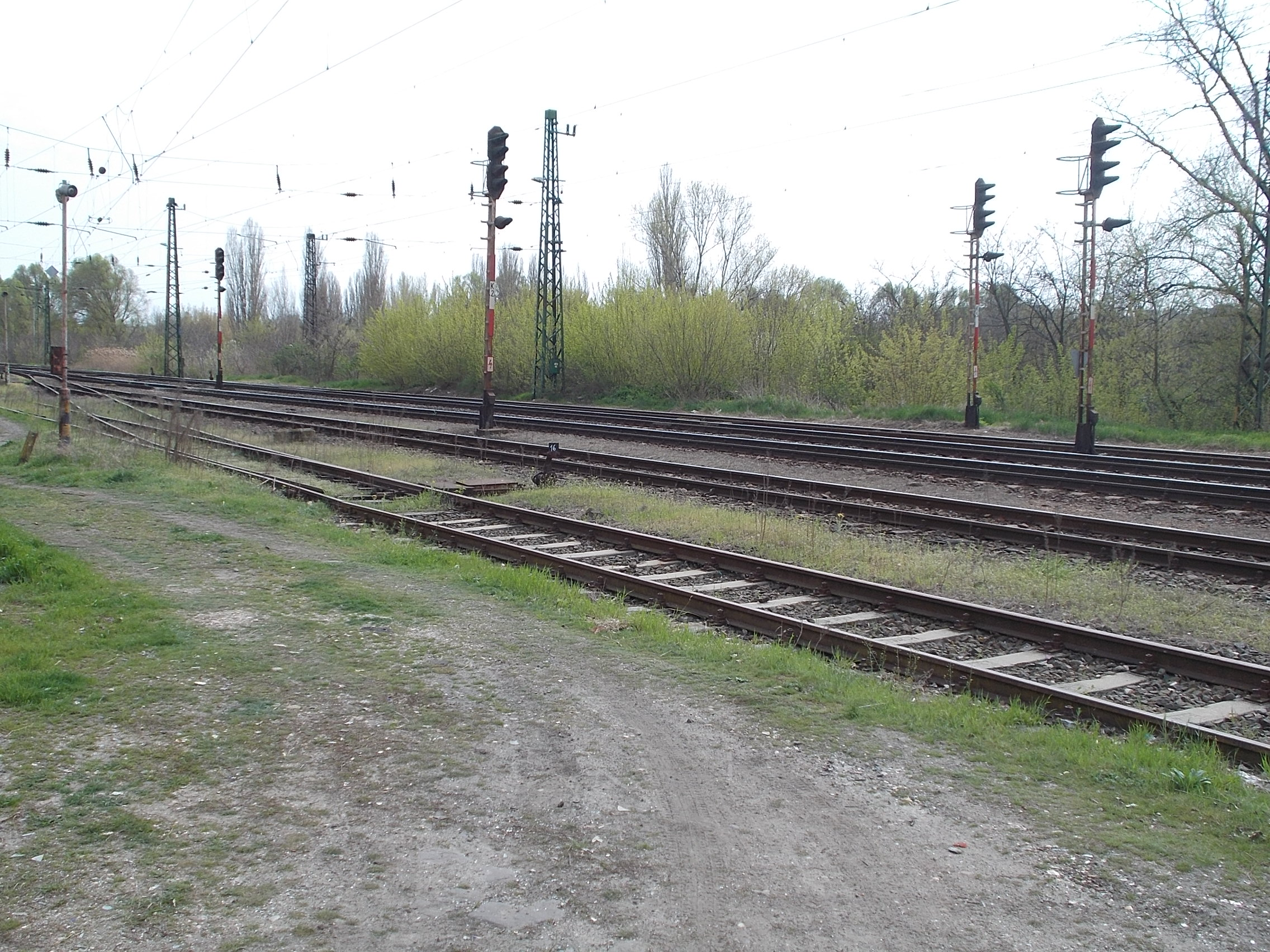
Váltókörzet az Angyalföldi elágazás közelében az M3-as autópálya bevezetőjének felüljárójánál
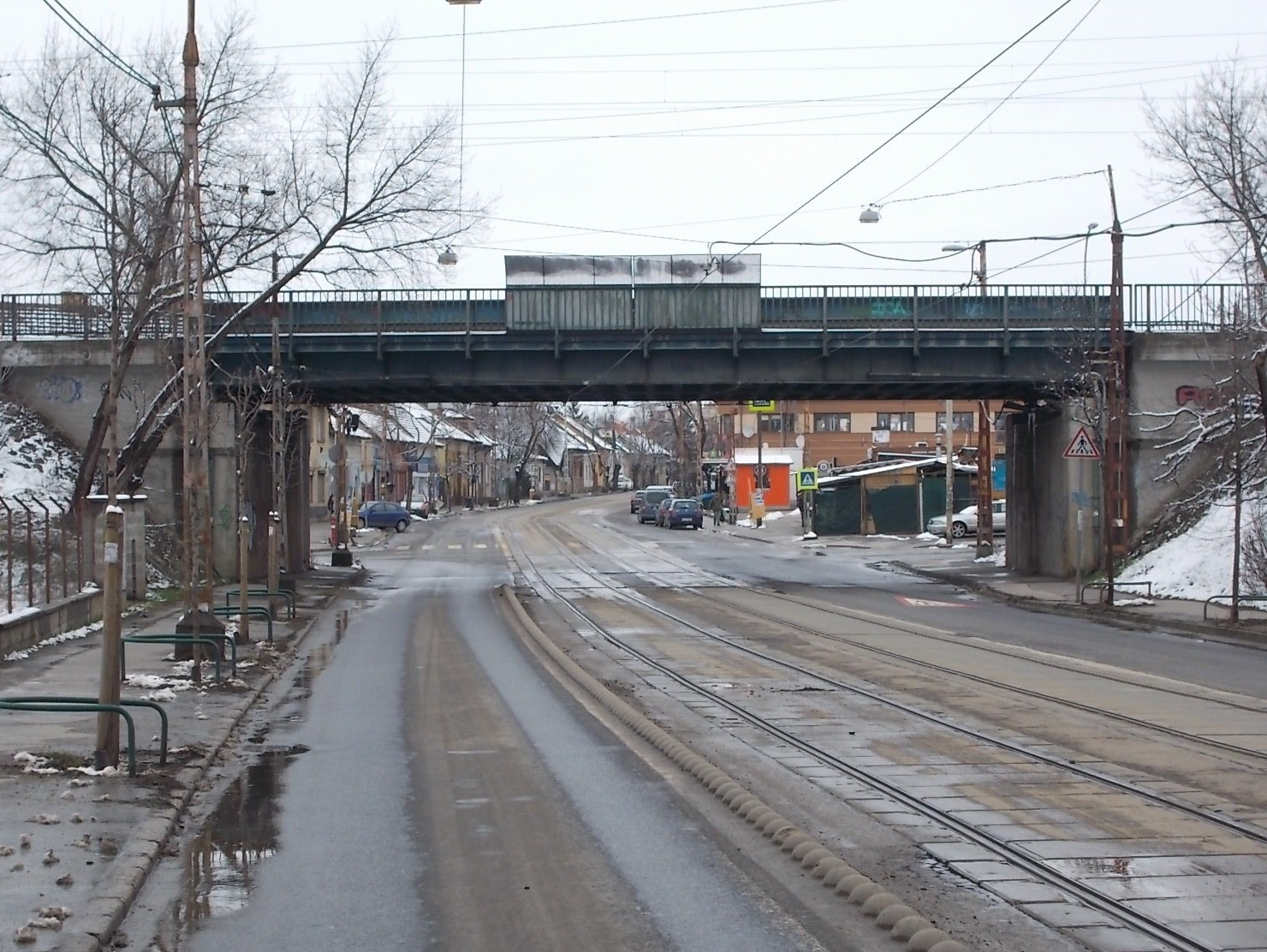
Az Erzsébet királyné útja és a Kolozsvár utca közötti felüljáró Alsórákos és Pestújhely között
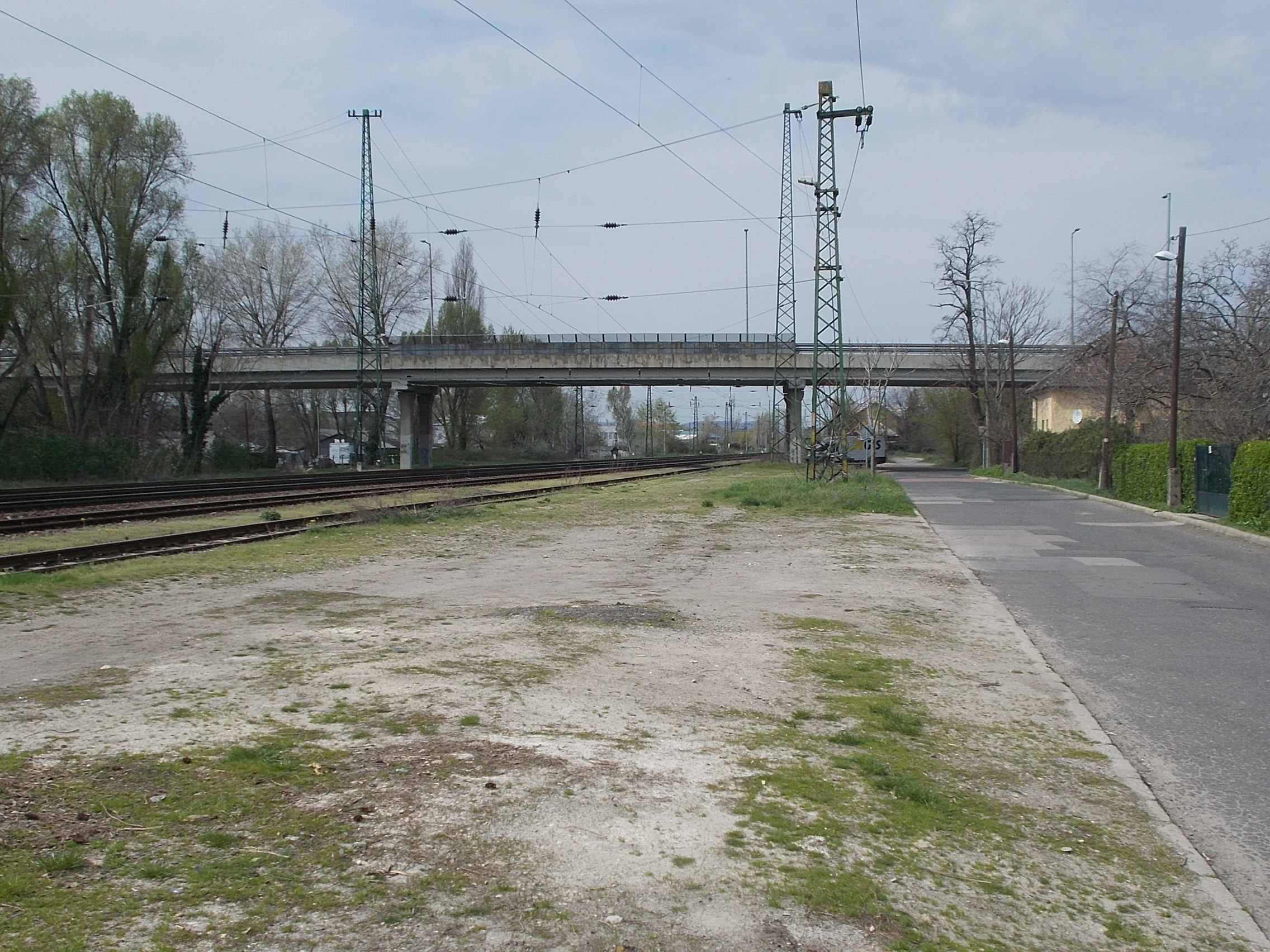
A Csömöri úti felüljáró Rákosszentmihály vasútállomás déli végénél
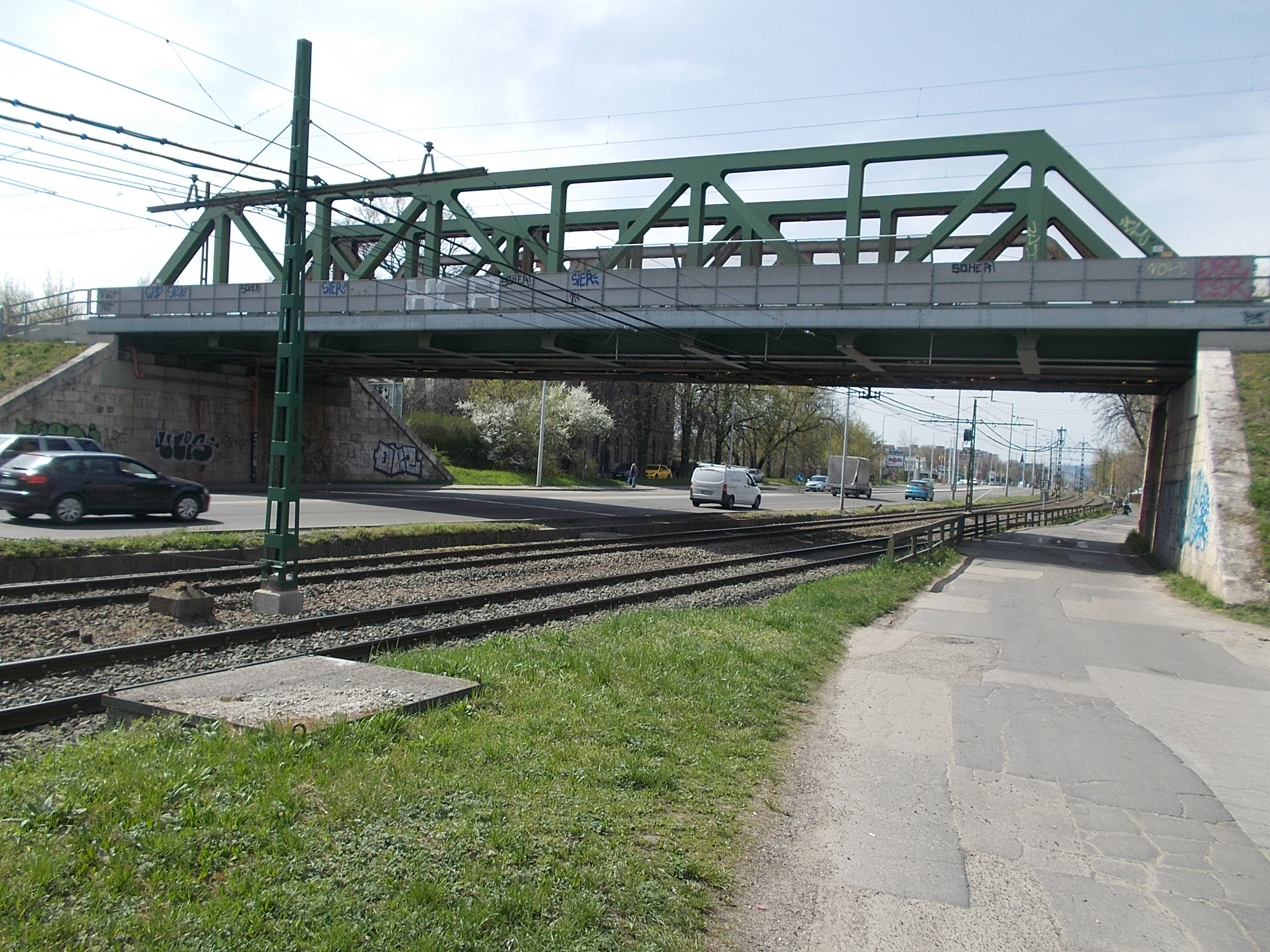
A Kerepesi út és a Veres Péter út közötti felüljáró Felsőrákos és az Egyenes utcai lakótelep között
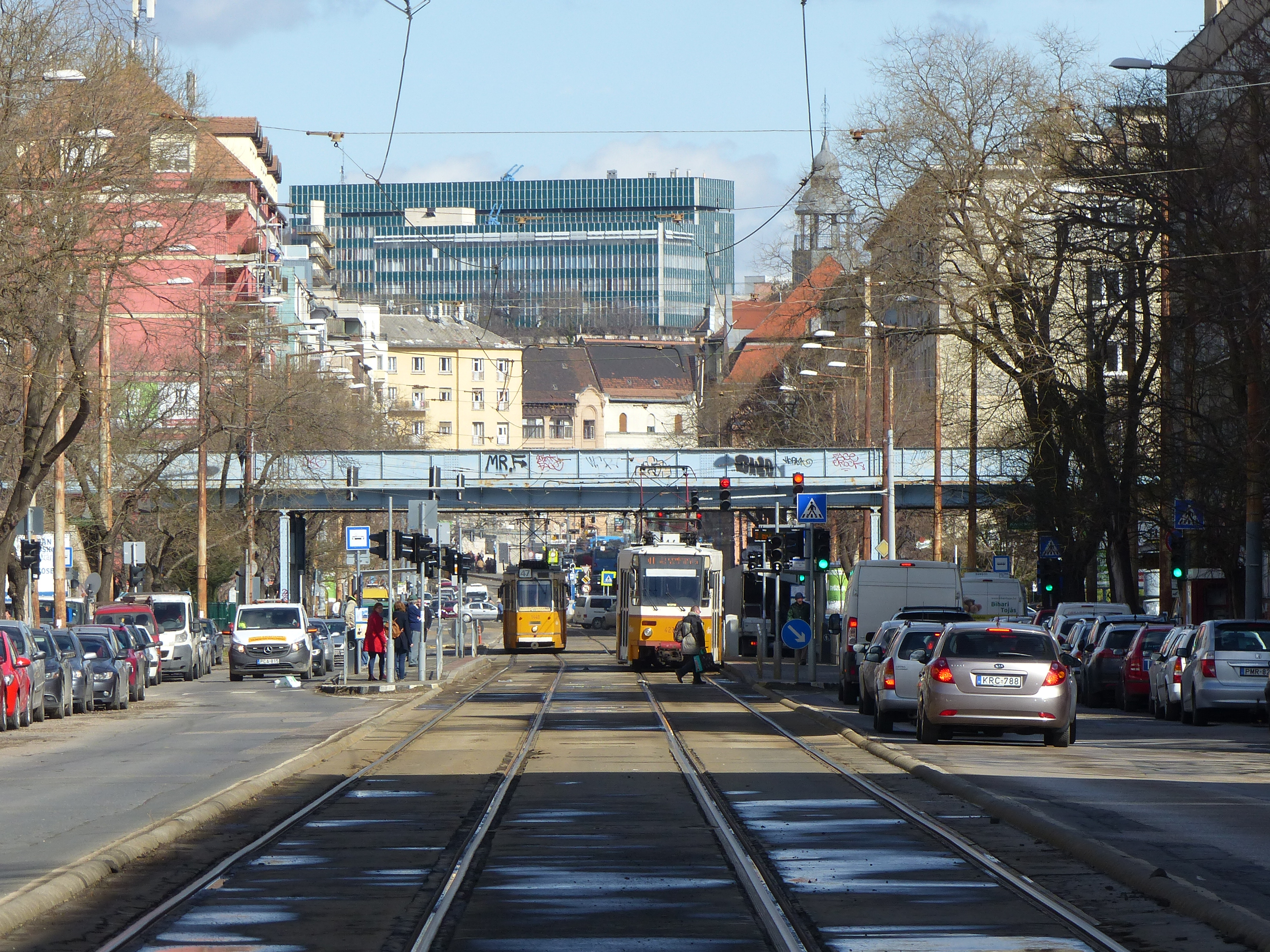
A Körvasút egyik felüljárója a Fehérvári úton a Belváros felé tekintve, a Csonka János téri villamosmegállónál